# Medasina persimilis
Medasina persimilis là một loài bướm đêm trong họ Geometridae.